# Дональд Фішер
Дональд Фішер (англ. Donald George Fisher; 3 вересня 1928 — 27 вересня 2009) — американський підприємець і філантроп, засновник всесвітньо відомої мережі магазинів одягу «GAP».

## Життєпис
Народився в 1928 році в Каліфорнії, в сім'ї бізнесмена Сідні Фішера і клерка Ейлін Фішер. Його дитинство пройшло в передмісті Сан-Франциско.
У 1950 році він отримав ступінь бакалавра в університеті Каліфорнії у Берклі, де крім наук активно проявив себе як спортсмен — Фішер виявився відмінним плавцем і виступав в університетських збірних з плавання та водного поло. Після вступив в партнерство з батьком, приступивши до роботи в сімейній компанії, що займалася нерухомістю.
У 1969 році Дональд Фішер залишив торгівлю нерухомістю — на той час він був уже одружений — і разом з дружиною Доріс відкрив власну компанію, яка не мала нічого спільного з попередньою діяльністю — магазин «The Gap». Торгова точка отримала назву The Gap («різниця»), щоб підкреслити відмінність між поколінням «бебі-бумерів» і їхніх батьків. Для цього подружжю довелося вкласти в нову справу всі свої заощадження — 63 000 доларів, велика частина яких призначалася на освіту сина. Тоді Дональду Фішеру був 41 рік.
Невеликий спочатку магазин відкрився в Сан-Франциско; в перший час подружжя торгували в основному джинсами 'Levi's', а також платівками та музичними касетами. У 1970-х роках попит на джинсовий одяг різко підвищився (йшов період розквіту культури гіппі), і магазин швидко став дуже популярним. Сімейний бізнес Фішерів стрімко пішов угору. Станом на 2009 'Gap Inc.' — розгалужена мережа роздрібної торгівлі одягом з оборотом приблизно в чотирнадцять мільярдів доларів. Компанія має понад три тисячі магазинної в США, Канаді, Японія та багатьох країнах Європи.
Сам бізнесмен говорив про успіх свого дітища: "Формула успіху The Gap «проста як двічі два: успіх, здоровий глузд і мінімум егоїзму».
Компанія The Gap відома і своїми яскравими рекламними кампаніями, в яких у різні часи брали участь Мадонна, Міссі Еліот, Пенелопа Крус, Дайн Крюгер, Анні Лейбовіц. У планах The Gap — відкриття ще як мінімум 100 нових торгових точок у різних куточках світу, половина з яких з'являться вже в 2013 році. Володіє також брендами 'BabyGap', 'Old Navy', 'Banana Republic'.
Дружина Дональда, Доріс Фішер, увійшла до книги рекордів Гіннеса в числі найбагатших жінок світу.
До 1995 року Дональд Фішер залишався головним виконавчим директором і головою компанії, згодом виконавчим директором став Міллард Дрекслер.
У 2003 році сімдесятирічний Дональд Фішер залишив посаду голови ради директорів компанії, залишившись лише у званні її почесного голови, у цьому чині він залишився до самої своєї смерті. Новим головою став син Дональда Фішера — Роберт.
Крім того, вийшовши на пенсію, Фішер всерйоз захопився колекціонуванням і вважався одним з найбільших колекціонерів предметів сучасного мистецтва, входив до ради піклувальників Музею сучасного мистецтва міста Сан-Франциско (SF MOMA). У музеї планується виставка колекції Фішера — однієї з найбільших у світі приватних колекцій сучасного мистецтва, яку він подарував музею незадовго до своєї смерті. Зібрання Фішера налічує понад тисячу творів — в нього входять твори таких художників, як Енді Воргол, Віллем де Кунінг, Ансельм Кіфер, Річард Серра, Сай Туомблі та інші.
У 2007 році Фішер і його дружина Доріс оголосили було про те, що планують побудувати музей сучасного мистецтва в парку Пресидіо в Сан-Франциско. Однак, задум довелося забути, бо вони зустріли активний опір борців за збереження історичного вигляду парку, а також жителів району.
Крім того, що Дональд Фішер відомий як колекціонер та бізнесмен, він був і відомим філантропом, що підтримує освітні та соціальні програми.
27 вересня 2009, перебуваючи вдома, засновник компанії 'Gap Inc.' Дональд Фішер помер від раку, йому був 81 рік.